# Bastarni
Bastarni (latinski Bastarnae) ili Basternae, (starogrčki Βαστάρναι ili Βαστέρναι) bili su stari narod miješanog keltsko-germanskog podrijetla koji je između 200. i 300. pr. Kr. nastanjivao područje istočnih Karpata i rijeke Dnjepra, što otprilike odgovara današnjoj Moldovi i dijelu južne Ukrajine. Ogranak Bastarna, kojega antički pisci nazivaju Peucini, živio je sjeverno od ušća Dunava.
Brojni povjesničari vjeruju kako su oko 179. pr. Kr. Bastarni govorili jednim od keltskih jezika, ali da su se postupno germanizirali oko 1. stoljeća da bi ih oko 200. počeli asimilirati Sarmati. Povjesničarima kod Bastarna velike poteškoće čini nedostatak arheoloških artefakata na temelju kojih bi se mogla jasno identificirati njihova kultura.